# Гармашов, Владимир Павлович
Владимир Павлович Гармашов (31 мая 1936 года, Томаровка — 18 сентября 2007 года, Витебск) — бригадир комплексной бригады Билибинского горно-обогатительного комбината объединения «Северовостокзолото» Министерства цветной металлургии СССР, Чукотский автономный округ Магаданской области. Герой Социалистического Труда (2.03.1981).

## Биография
Родился 31 мая 1936 года в селе Томаровка, центре Томаровского района Курской области (ныне городской посёлок Томаровка, центр городского поселения «Посёлок Томаровка» в Яковлевском городском округе Белгородской области России). Русский.
После окончания местной школы в 16 лет приехал на шахты Донбасса (город Кадиевка Ворошиловградской Украинской ССР). С октября 1952 года работал камеронщиком (рабочим водоотлива) на шахте № 206 шахтоуправления «Лозово-Павловское» треста «Ворошиловградместуголь» (с 1958 года «Луганскместуголь», через год был упразднён), одновременно освоил профессию проходчика горных выработок. В январе 1954 года был принят на работу проходчиком на шахту № 6—6-бис (она же «Брянковская»; закрыта в 1996 году) в составе треста «Кадиевуголь» Луганского совнархоза (ныне производственное объединение «Стахановуголь»).
Зимой 1961 года приехал в посёлок (ныне город) Билибино Чукотского национального (ныне автономного) округа Магаданской области.
С октября 1961 года стал работать бурильщиком подземных работ на прииске имени Ю. А. Билибина Билибинского районного горнопромышленного управления, которое в 1969 году было преобразовано в Билибинский горно-обогатительный комбинат (ГОК), вошедший в состав объединения «Северовостокзолото». Билибинский ГОК был одним из крупнейших золотодобывающих предприятий Минцветмета СССР (в 1997 году закрыт, добычу россыпного золота продолжают вести лишь несколько старательских артелей).
В 1962 году В. П. Гармашов вступил в КПСС. За короткий срок работы на Крайнем Севере он в совершенстве овладел несколькими горняцкими профессиями и с образованием ГОКа возглавил комсомольско-молодёжную бригаду, ставшую одной из лучшей во всём объединении. В 1979 году Владимир Павлович был удостоен звания лауреата премии Магаданского обкома ВЛКСМ в области наставничества «за большую и плодотворную работу по воспитанию и подготовке достойной смены рабочего класса».
Указом Президиума Верховного Совета СССР от 2 марта 1981 года за выдающиеся производственные достижения, досрочное выполнение заданий десятой пятилетки и социалистических обязательств, проявленную трудовую доблесть Гармашову Владимиру Павловичу присвоено звание Героя Социалистического Труда с вручением ордена Ленина и золотой медали «Серп и Молот».
В дальнейшем продолжал трудиться ударно и добиваться высоких показателей в работе, несмотря на суровые климатические условия Крайнего Севера. Активно вёл общественную работу, избирался членом Билибинского райкома КПСС и депутатом Билибинского поселкового Совета депутатов трудящихся (с 1977 года — народных депутатов). Работал на Билибинском ГОКе до выхода на заслуженный отдых в июне 1987 года, после чего переехал на постоянное место жительства в город Витебск, центр Витебской области Белорусской ССР (ныне Беларуси).
В марте 1988 года В. П. Гармашову была назначена персональная пенсия республиканского, а через месяц — союзного значения. С апреля 1994 года ему установлена пенсия за особые заслуги перед Республикой Беларусь.
Умер 18 сентября 2007 года.

## Награды
- Золотая медаль «Серп и Молот»(02.03.1981)
- Орден Ленина (02.03.1981)
- Орден Трудового Красного Знамени (30.03.1971)
- Орден Трудового Красного Знамени (15.01.1974)
- Медаль «В ознаменование 100-летия со дня рождения Владимира Ильича Ленина»[3](6 апреля 1970)
- Медаль «За трудовое отличие»
- Медаль «Ветеран труда»
- премия Магаданского обкома ВЛКСМ (1979)

## Память
- На могиле установлен надгробный памятник